# NKIRAS2
NKIRAS2‏ (NFKB inhibitor interacting Ras like 2) هوَ بروتين يُشَفر بواسطة جين NKIRAS2 في الإنسان.